# Echo (serial telewizyjny)
Echo – amerykański superbohaterski serial dramatyczny na podstawie komiksów o postaci o tym samym pseudonimie wydawnictwa Marvel Comics. Twórczynią serialu była Marion Dayre, która odpowiadała za scenariusz; reżyserią zajęły się Sydney Freeland i Catriona McKenzie. Tytułową rolę zagrała Alaqua Cox, a obok niej w rolach głównych wystąpili: Chaske Spencer, Tantoo Cardinal, Devery Jacobs, Cody Lightning, Graham Greene, Zahn McClarnon, Vincent D’Onofrio i Charlie Cox.
Echo jest  częścią franczyzy Filmowego Uniwersum Marvela, należy do V Fazy tego uniwersum i stanowi część jej drugiego rozdziału zatytułowanego Saga Multiwersum. Serial jest spin-offem serialu Hawkeye. Echo zadebiutował 9 stycznia 2024 roku w Stanach Zjednoczonych w serwisie Disney+. W Polsce pojawił się dzień później, 10 stycznia.

## Obsada

### Główna
- Alaqua Cox(inne języki) jako Maya Lopez / Echo, niesłysząca rdzenna Amerykanka, która potrafi naśladować ruch innych ludzi[3]. Darnell Besaw zagrała Mayę jako dziecko[1].
- Chaske Spencer(inne języki) jako Henry „Czarny Kruk” Lopez, wuj Mai i brat Williama[3][4].
- Tantoo Cardinal jako Chula Battiest, babcia Mai[3][5]. Isabella Madrigal zagrała młodszą Chulę[1].
- Devery Jacobs(inne języki) jako Bonnie, kuzynka Mai i sanitariuszka[3][5]. Wren Zhawenim Gotts zagrała Bonnie jako dziecko[1].
- Zahn McClarnon(inne języki) jako William Lopez, nieżyjący ojciec Mai[6][7].
- Cody Lightning(inne języki) jako Biscuits, kuzyn Mai[3][8].
- Graham Greene jako Skully, właściciel lombardu[3][8].
- Vincent D’Onofrio jako Wilson Fisk / Kingpin, przyszywany wuj Mai i przywódca zorganizowanej przestępczości w Nowym Jorku[9].
- Charlie Cox jako Matt Murdock / Daredevil, niewidomy prawnik, który prowadzi podwójne życie jako samozwańczy stróż prawa[9].

### Drugoplanowa
- MorningStar Angeline(inne języki) jako Lowak, przodek Mai[1].
- Dannie McCallum jako Tuklo, przodek Mai[1].
- Dallas Goldtooth(inne języki) jako Shikoba[1]
- Katarina Ziervogel jako Taloa, matka Mai[1].
- Thomas E. Sullivan jako Victor „Vickie” Tyson, pracownik Henry’ego Lopeza[1].
- Andrew Howard(inne języki) jako Zane, pracownik Fiska[10].

### Gościnna
- Dakota Ray Hebert(inne języki) jako Gretchen Sarnoff[1]
- Omid Zader(inne języki) jako Davy[11]
- Seth Austin jako Edgar[11]
- Julia Jones jako Chafa, pierwsza kobieta plemienia Czoktawów i przodek Mai[11].
- Juwan Lakota jako Totsuwa[12]
- Tatanka Means(inne języki) jako Tvli[10]
- Jana Schmieding(inne języki) jako Nita[12]
- Wes Jetton(inne języki) jako Woody[12]
- Leander Suleiman(inne języki) jako Yolanda[12]
- Donn Lamkin jako Russ[12]
- Tina Lameman(inne języki) jako Ramona[12]
- Geraldine Keams(inne języki) jako Caroline[13]
- William Belleau(inne języki) jako Chen-Ke[14]

Ponadto prezenter telewizyjny, Pat Kiernan, zagrał samego siebie. W serialu wykorzystano fragmenty z Hawkeye’a, w których pojawił się Jeremy Renner jako Clint Barton.

## Emisja
Serial Echo, składający się z pięciu odcinków, zadebiutował w całości 9 stycznia 2024 roku w Stanach Zjednoczonych w serwisie Disney+ oraz równocześnie na Hulu, gdzie dostępny będzie do 9 kwietnia tego samego roku. Początkowo premiera Echo była zaplanowana na 29 listopada 2023 roku. W Polsce pojawił się dzień później, 10 stycznia.

## Lista odcinków
| Nr | Tytuł | Reżyseria         | Scenariusz                                                                                          | Premiera (Disney+) | Premiera w Polsce (Disney+) |
| -- | ----- | ----------------- | --------------------------------------------------------------------------------------------------- | ------------------ | --------------------------- |
| 1  | Chafa | Sydney Freeland   | Marion Dayre Josh Feldman Steven P. Judd Ken Kristensen                                             | 9 stycznia 2024    | 10 stycznia 2024            |
| 2  | Lowak | Sydney Freeland   | Marion Dayre Josh Feldman Steven P. Judd Ellen Morton Ken Kristensen Rebecca Roanhorse Bobby Wilson | 9 stycznia 2024    | 10 stycznia 2024            |
| 3  | Tuklo | Catriona McKenzie | Marion Dayre Ken Kristensen Jason Gavin Shoshannah Stern                                            | 9 stycznia 2024    | 10 stycznia 2024            |
| 4  | Taloa | Sydney Freeland   | Ken Kristensen Josh Feldman Chantelle Wells                                                         | 9 stycznia 2024    | 10 stycznia 2024            |
| 5  | Maya  | Sydney Freeland   | Amy Rardin Steven P. Judd Ellen Morton Chantelle Wells                                              | 9 stycznia 2024    | 10 stycznia 2024            |

## Produkcja

### Rozwój projektu
W marcu 2021 roku ujawniono, że Marvel Studios pracuje nad spin-offem serialu Hawkeye koncentrującym się na postaci Echo. Według tych doniesień Etan Cohen i Emily Cohen zostali zatrudnieni na stanowisko głównych scenarzystów oraz producentów wykonawczych. W listopadzie oficjalnie zapowiedziano serial zatytułowany Echo oraz że Marion Dayre została główną scenarzystką i producentką wykonawczą. W jej zespole scenarzystów znaleźli się: Shoshannah Stern, Josh Feldman, Rebecca Roanhorse, Bobby Wilson, Steven Paul Judd, Jason Gavin, Ken Kristensen, Dara Resnik, Jessica Mecklenburg i Kaitlyn Jeffers. W marcu 2022 roku Sydney Freeland poinformowała, że zajmie się reżyserią. W maju ujawniono, że razem z nią odcinki reżyserować będzie Catriona McKenzie oraz poinformowano, że obok Dayre producentami wykonawczymi będą: Kevin Feige, Louis D’Esposito, Victoria Alonso, Brad Winderbaum, Stephen Broussard, Richie Palmer oraz Gavin. W lipcu 2022 roku wyjawiono, że serial będzie częścią V Fazy i będzie należał do Sagi Multiwersum.

### Casting
W grudniu 2020 roku poinformowano, że Alaqua Cox została obsadzona w roli Mai Lopez / Echo w serialu Hawkeye. W marcu 2021 roku ujawniono, że powtórzy ona tę rolę w swoim serialu. W kwietniu 2022 roku wyjawiono, że Vincent D’Onofrio i Charlie Cox zagrają w serialu, powtarzając swoje role Wilsona Fiska / Kingpina i Matta Murdocka / Daredevila. W tym samym miesiącu poinformowano, że Devery Jacobs dołączyła do obsady. W maju studio wyjawiło ujawniło, że w serialu wystąpią: Chaske Spencer, Tantoo Cardinal, Cody Lightning i Graham Greene oraz Zahn McClarnon jako William Lopez.

### Zdjęcia i postprodukcja
Zdjęcia do serialu rozpoczęły się 25 kwietnia 2022 roku w Trilith Studios w Atlancie pod roboczymi tytułami Whole Branzino i Grasshopper. Prace na planie zakończyły się pod koniec sierpnia. Za zdjęcia odpowiadała Kira Kelly, scenografię przygotował Chris Trujillo, a kostiumy zaprojektowała Ambre Wrigley.
Montażem zajęli się: Joel Pashby, Amelia Allwarden, Shelby Hall, Chris McCaleb i Tania Goding.

## Odbiór

### Krytyka w mediach
Serial spotkał się z przeważnie pozytywną reakcją krytyków. W serwisie Rotten Tomatoes 73% z 40 recenzji uznano za pozytywne, a średnia ocen wystawionych na ich podstawie wyniosła 6,6/10. Na portalu Metacritic średnia ważona ocen z 16 recenzji wyniosła 59 punktów na 100.